# Česko-turecké vztahy
Česko-turecké vztahy jsou zahraniční vztahy mezi Českou republikou a Tureckem.
Po rozdělení Československa v roce 1993 Turecko formálně uznalo Českou a Slovenskou republiku jako samostatné suverénní státy a s oběma státy navázalo v lednu 1993 diplomatické styky. Česko a Turecko jsou řádnými členy Rady Evropy a NATO .

## Dějiny

### Československo
Nově vzniklé Československo uznalo nezávislost Turecka, vzniklého roku 1923, diplomatické vztahy byly formalizovány následujícího roku.
Vztahy mezi Československem a Tureckem, narušené okolnostmi německou okupace Čech, Moravy a Slezska, byly vynikající až do nástupu komunistického režimu v ČSR po únoru 1948. Rapidní zhoršení nastalo po procesu znárodnění nestátního majetku kvůli neshodám o kompenzaci majetku vlastněného tureckými majiteli.
Politické a obchodní vztahy byly v dalších desetiletích skromné a omezené, mj. kvůli odmítnutí Turecka účastnit se obchodních dohod, dokud nebudou urovnány nároky znárodněných podniků, či členstvím Turecka v Severoatlantické alianci (NATO), vzniklým roku 1953, přičemž ČSSR byla naopak soustředěna ve vojenském paktu Varšavské smlouvy. Vzájemné napětí vyvolávalo také napojení Československa na státy Blízkého východu, které politicky a vojensky bojovaly proti Izraeli, který byl naopak nejbližším spojencem Turecka v regionu.

### Česká republika
V roce 1993 Turecko formálně uznalo Slovenskou republiku i Českou republiku jako samostatné suverénní státy a následně byly formalizovány diplomatické styky. Turecká velvyslanectví v Praze a Bratislavě byla otevřena 4. ledna 1993.
Česká republika a Turecko mají silné diplomatické vazby a spolupracují ve vojenské oblasti a oblasti vymáhání práva od vstupu České republiky do NATO.

## Státní návštěvy
| Host                   | Hostitel                       | Místo návštěvy               | Datum návštěvy     |
| ---------------------- | ------------------------------ | ---------------------------- | ------------------ |
| prezident Václav Havel | Prezident Ahmet Necdet Sezer   | Ankara                       | 10.–12. října 2000 |
| prezident Abdullah Gül | prezident Václav Klaus         | Pražský hrad, Praha          | 29.–30. dubna 2009 |
| prezident Václav Klaus | prezident Abdullah Gül         | Ankara                       | 14.–17. února 2012 |
| premiér Andrej Babiš   | Prezident Recep Tayyip Erdoğan | Prezidentský komplex, Ankara | 2.–4. září 2018    |

## Ekonomické vztahy
- Objem obchodu mezi těmito dvěma zeměmi byl v roce 2018 3,65 miliardy USD (turecký vývoz/dovoz: 1/2,65 miliardy USD).[12]
- Turecko v roce 2018 navštívilo přes 228 tisíc českých turistů, což je o 181 % více než v předchozím roce.[12]